# Elayne Trakand

Trakands flagga

Elaynes personliga flagga

Elayne Trakand är en av huvudpersonerna i fantasyserien Sagan om Drakens återkomst av Robert Jordan. 

## Biografi
Elayne växte upp i kungliga slottet i Caemlyn, som yngsta barn och enda dotter till Drottning Morgase av Andor. Andors Lejontron kan bara ärvas av kvinnor och därför är Elayne arvinge till tronen och innehar titeln Tronens Dotter av Andor. Hennes vapenmärke är en gyllene lilja.

### Rand och Vita Tornet
Elaynes första uppdykande i böckerna inträffar när Rand al'Thor trillar från en mur ner i den kungliga trädgården och träffar Elayne, hennes äldre bror Gawyn Trakand, hennes halvbror Galad Damodred, rådgiverskan Elaida och Drottning Morgase i egen hög person. Senare får vi veta att Elayne blev förälskad i Rand vid första ögonkastet, dock hindrades hon från att göra något åt det på grund av sina plikter. Enligt Andors tradition skulle hon dessutom strax skickas till Vita Tornet för att tränas hos Aes Sedaierna. En fomell sak, då ingen i huset Trakand nämnvärt har kunnat leda kraften på tusen år. Elayne visar sig dock vara den första. Hon är inte bara tillräckligt stark i Kraften för att kunna bli Aes Sedai, hon är dessutom en av de starkaste kvinnorna i världen. I Vita Tornet träffar hon Egwene al'Vere och Nynaeve al'Meara, två vänner till Rand som hon själv blir vän med. Hon träffar också Min Farshaw.

### Falme och Tear
Hon luras av Svarta Ajah till Falme tillsammans med Nynaeve och Egwene. Då de sluppit därifrån beger de sig till Tear i jakt på just Svarta Ajah. Elayne blir därmed vittne till att Rand drar svärdet Callandor och utropar sig till Draken Återfödd. I Tear kan Elayne äntligen berätta om sina känslor för Rand, och de får lite tid tillsammans. Tyvärr har båda uppdrag de måste iväg på, Rand till Aielöknen och Elayne till Tarabon. Hon skiljs också från Egwene, som följer med Rand. Elayne och Nynaeve åker till Tarabon med ett av Atha'an Mieres skepp (även kallade havsfolket), eftersom det sägs vara det snabbaste skeppet i närheten. Elayne upptäcker snabbt varför: Havsfolkets Vindfinnare kan leda Kraften. Elayne lovar att hemlighålla detta eftersom Havsfolket är rädda att Aes Sedaierna ska lägga sig i. På Lan Mandragorans (som är kär i Nynaeve) order följer även tjuvfångaren Juilin Sandar och lekmannen Thom Merrilin med på resan. Elayne känner igen Thom som sin mors före detta älskare, och ser honom som ett slags far, en roll som Thom glatt accepterar.

### Tarabon och Salidar
I Tarabon lyckas Elayne och Nynaeve med sitt uppdrag. De spårar upp Svarta Ajah och återinsätter Panarken Amathera. På sin väg till Salidar, där deras allierade Aes Sedaier numera finns sedan Vita Tornet splittrats, leder en bisarr serie händelser till att de träffar Birgitte, en av de gamla hjältarna ur sagorna. Hon dras ut ur drömvärlden Tel'aran'rhiod, och för att hindra henne från att dö binder Elayne henne till sig som sin Väktare. De kommer fram till Salidar just i tid för att se Egwene upphöjas till den Amyrlintronade. Vid upphöjandet förklarar Egwene både Nynaeve och Elayne fullvärdiga Aes Sedaier. Elayne väljer att gå med i Gröna Ajah, medan Nynaeve väljer Gula.

### Ebou Dar och Caemlyn
Elayne, Nynaeve, Aviendha och Mat åker till Ebou Dar för att finna Vindarnas Skål. De hittar den, och blir bekanta med en stor grupp kvinnor som kan leda kraften och som kallar sig Gillet. Elayne har nu upptäckt hur man tillverkar ter'angreal och hon har återvänt till Caemlyn för att säkra tronen efter sin mors försvinnande.

## En av Rands kvinnor
Elayne är en av tre kvinnor som älskar Rand al'Thor och som Rand al'Thor älskar tillbaka. Hon och de andra kvinnorna, Aviendha och Min, är nära vänner, och de har kommit överens om att "dela" på Rand. De har tillsammans gjort honom till sin Väktare, trots det faktum att Min inte kan leda Kraften. Kort efter bindandet hade Elayne och Rand sex med varandra, och hon är nu gravid med tvillingar. Min har haft en syn som säger att tvillingarna, en pojke och en flicka, kommer att födas och må bra, vilket har fått Elayne att dra slutsatsen att hon är osårbar tills tvillingarna föds eftersom Mins syner aldrig slår fel.